# Église Saint-Grégoire-l'Illuminateur de Singapour
L'église Saint-Grégoire-l'Illuminateur (en anglais Armenian Church of Saint Gregory the Illuminator, en mandarin 亚米尼亚教堂, en arménien Սուրբ Գրիգոր Լուսաւորիչի Եկեղեցի) est la plus ancienne église chrétienne de Singapour. Elle est située sur Hill street, proche du quartier d'affaires.

## Histoire
George Coleman (1795-1844), architecte civil irlandais et administrateur des travaux publics à Singapour, est l'auteur de nombreux édifices et monuments de Singapour. L'église arménienne est considérée comme l'un des monuments les plus aboutis lors des prémisses architecturaux de la cité-État.
En 1834, le gouvernement alloua un terrain à la communauté arménienne sur lequel est dressé l'église. L'édifice fut achevé en 1835, consacré par le révérend Catchick Johannes en 1836 et dédié à Saint Grégoire Ier l'Illuminateur, premier patriarche de l'Église arménienne. C'était seulement la deuxième église construite à Singapour.
L'église fut financée principalement par la communauté arménienne à Singapour, ainsi que par la diaspora arménienne sur Java et en Inde. Étant donné la taille restreinte de la communauté arménienne (16 personnes au recensement de Singapour de 1824), sa contribution est large en proportion, témoignant de sa dévotion religieuse.
L'église a donné son nom à une rue, Armenian Street, et est devenue officiellement un monument national (en) le 6 juillet 1973.

## Architecture
Les plans originaux ne prévoyaient ni tour, ni flèche, mais un clocher octogonal avec des colonnes ioniques.
L'église actuelle est d'architecture néoclassique britannique. La structure est circulaire sur un plan carré agrémentée de portiques d'ordre dorique. Le palladianisme qui en ressort est probablement inspiré des travaux de James Gibbs et de l'église St Martin-in-the-Fields.
Malgré des références éclectiques, Coleman a su apporter une conception adaptée à un climat tropical avec des vérandas protégeant du soleil ainsi que des pluies diluviennes qui peuvent s'abattre sur l'île.

## Utilisation actuelle
Le dernier prêtre paroissial arménien quitta Singapour dans les années 1930, et la population arménienne locale diminuant, il ne fut pas remplacé. Des services des Églises orthodoxe et arménienne continuèrent quelques années. Aujourd'hui, seules les Églises copte orthodoxe et syriaque orthodoxe continuent un office religieux au sein de l'édifice.
En 2006, l'église fut utilisée comme lieu d'exposition pendant la biennale de Singapour.